# 足立正夫
足立 正夫（あだち まさお、1926年（大正15年）1月25日 - 2000年（平成12年）2月6日）は、昭和から平成時代の政治家。兵庫県高砂市長。

## 経歴
兵庫県出身。1942年（昭和17年）兵庫県立農学校卒業。
高砂市に奉職し、1968年（昭和43年）市経済社会部長、1973年（昭和48年）総務部長を経て、1974年（昭和49年）以来、高砂市長に5選した。1994年（平成6年）引退。

## 栄典
勲章等
- 1996年（平成8年） - 勲三等瑞宝章[1]